# سیلویا کراولی
سیلویا کراولی (انگلیسی: Sylvia Crawley؛ زادهٔ ۲۷ سپتامبر ۱۹۷۲) بازیکن بسکتبال، و سرمربی (بسکتبال) اهل ایالات متحده آمریکا است.